# رولف هاسلر
رولف هاسلر (بالألمانية: Rolf Hassler)‏ هو عالم أمراض ألماني، ولد في 1914، وتوفي في 1984.